# Romeo Oliva
Romeo Oliva (Vallo della Lucania, 1º gennaio 1889 – Roma, 17 maggio 1975) è stato un ammiraglio italiano, fu comandante in capo della Flotta della Marina militare.

## Biografia
Romeo Oliva nacque a Vallo della Lucania, in provincia di Salerno, nel 1889, ed entrò nell'Accademia Navale di Livorno nel 1907, uscendone nel 1911 con il grado di guardiamarina. Tra il 1911 e il 1912 partecipò alla guerra italo-turca, imbarcato dapprima sulla corazzata Ammiraglio di Saint Bon e poi sull'incrociatore Amerigo Vespucci. Nel 1913-1914 prestò servizio col grado di sottotenente di vascello sull'incrociatore corazzato Marco Polo, stazionario in Cina, dopo di che fu assegnato al distaccamento della Marina a Pechino fino al 24 maggio 1915, data dell'entrata dell'Italia nella prima guerra mondiale. Rientrato in Italia, fu imbarcato dapprima sull'esploratore Cesare Rossarol e poi, dall'ottobre 1916 (frattanto divenuto tenente di vascello), sul sommergibile H 1, come comandante in seconda. Nel dicembre 1917 ricevette il suo primo comando, il sommergibile F 18. Servì nell'arma subacquea per i successivi dieci anni. Per la sua attività durante il primo conflitto mondiale, Oliva ricevette due Medaglie d'Argento ed una di Bronzo al Valor Militare.
Nel 1923 fu promosso capitano di corvetta e quattro anni più tardi capitano di fregata; dopo un periodo terra, presso la direzione del munizionamento a La Spezia ed il Ministero della Marina, nel 1932 fu nominato comandante della II Flottiglia Sommergibili. Nel 1935 divenne capitano di vascello e ricevette il comando dell’incrociatore pesante Gorizia e l'incarico di capo di Stato Maggiore della I Divisione Navale, fino al 1937. Nel 1938-1939 fu Capo di Gabinetto del Ministro della Marina e nel gennaio 1939 fu promosso contrammiraglio e nominato capo di Stato Maggiore della 2ª Squadra Navale.
Il 1º agosto del 1940, due mesi dopo l'ingresso dell'Italia nella seconda guerra mondiale, Oliva divenne comandante in seconda del Comando Squadra Sommergibili (ossia della flotta subacquea italiana), e nel 1941 fu promosso ad ammiraglio di divisione. Il 24 aprile 1943 lasciò l’arma subacquea e venne nominato comandante della VII Divisione Navale (con bandiera sull'incrociatore leggero Eugenio di Savoia, sostituendo l'ammiraglio Alberto Da Zara.
Nell'agosto 1943 l'ammiraglio Luigi Sansonetti contattò Carlo Bergamini per sottoporgli un ardito piano di attacco contro la flotta alleata ancorata a Palermo e a Bona. In realtà il progettato attacco serviva più che altro per superare gli attriti che si stavano venendo a creare con le forze armate tedesche. L'operazione prevedeva la partenza da Genova con una sosta all'isola della Maddalena in Sardegna per ingannare il nemico sulle reali intenzioni della squadra italiana e piombare infine sui porti di Palermo e Bona. Bergamini ricevute le disposizioni manifestò la sua contrarietà all'operazione contro Bona poiché difficilmente, a suo avviso, avrebbe avuto un "esito felice". Propose in seguito almeno di invertire le due squadre da impiegare utilizzando la più veloce 7ª divisione contro la più lontana Bona e utilizzando l'8ª contro Palermo. Di questi suoi dubbi parlò anche con l'ammiraglio Giuseppe Sparzani e così in serata fu contattato da Sansonetti che gli comunicò la momentanea sospensione di ogni operazione. Il 4 agosto si decise che l'operazione avrebbe visto solo l'attacco contro il porto di Palermo in cui, secondo i ricognitori aerei, vi era un discreto concentramento di naviglio nemico.
L'operazione iniziò il 6 agosto; la VII Divisione, al comando dell'ammiraglio Oliva, giunse fino in prossimità dell'isola di Ustica, dove incontrò un piccolo convoglio di mezzi da sbarco britannici. Oliva ordinò di aprire il fuoco contro di essi, ma poco dopo, rendendosi conto di aver compromesso la sorpresa, fece invertire la rotta e rientrare la divisione a La Spezia.
Il 9 settembre 1943, a seguito dell'annuncio dell'armistizio di Cassibile, Oliva salpò La Spezia per La Maddalena al comando della VII Divisione, facendo parte della squadra navale dell'ammiraglio Bergamini. Quando un attacco aereo tedesco affondò, quello stesso giorno, la nave da battaglia Roma, provocando la morte dell'ammiraglio Bergamini, Oliva si ritrovò ad essere l'ufficiale più anziano rimasto nella squadra, della quale assunse pertanto il comando, assumendosi la responsabilità ed il compito di fare adempiere alla Flotta le direttive dell'armistizio. In adempienza alle clausole armistiziali, fece innalzare il pennello nero del lutto sui pennoni ed i dischi neri disegnati sulle tolde e fece rotta per Bona, in Algeria, come ordinatogli da Supermarina; riuscì a convincere anche l'ammiraglio Luigi Biancheri, riluttante a seguire tali ordini. Incontrata in mare aperto la formazione navale Alleata avente a bordo l’ammiraglio Andrew Browne Cunningham ed il generale Dwight Eisenhower, la flotta italiana diresse per Malta, dove giunse l'11 settembre. Qui Oliva passò il comando all'ammiraglio Da Zara, più anziano, qui giunto da Taranto con un gruppo navale costituito dalla corazzata Duilio, dagli incrociatori Luigi Cadorna e Pompeo Magno e dal cacciatorpediniere Nicoloso da Recco.
Oliva lasciò il comando della VII Divisione il 1º settembre 1944, durante la cobelligeranza, e nel febbraio 1945 assunse il comando del Dipartimento Militare Marittimo del Basso Tirreno (con sede a Napoli), che mantenne fino al settembre 1946, un anno dopo la fine della guerra. Frattanto fu promosso ammiraglio di squadra. Fu nominato ufficiale dell'Ordine Militare d'Italia con D.P. n. 321 del 24 novembre 1947.
Successivamente comandò il Dipartimento di Taranto fino al marzo 1948, e poi fu comandante in capo della flotta della neo costituita Marina Militare fino al 14 dicembre 1950.
Lasciato il servizio attivo il 1º gennaio 1952 per raggiunti limiti d'età, morì a Roma il 17 maggio 1975.

## Onorificenze
organizzazione ed all'impiego dell'arma subacquea che ha ottenuto numerosi notevoli successi in tutti i mari. Comandante di
Divisione Navale dimostrava belle doti di organizzatore. Caduto il Comandante in Capo in seguito ad offesa nemica, egli si